# Коралли
Кора́лли (грец. Κόραλλοι; лат. Corallis) — назва однієї із сарматських етногруп, відома з переліку Аппіана (Mith., 69) спільників Мітрідата VI Євпатора у Європі (щодо подій 74 р. до н. е.)
| … з савроматів так звані царські, язиги, коралли ….[2] |
Також двічі згадуються Овідієм у листах 14-17 рр. як одні з найближчих варварів до міста Томи (нині румунська Констанца) у його листах з Понту, IV, 2, 37; IV, 8, 83.